# 関川周
関川 周（せきかわ しゅう、1912年11月25日 - 1987年2月9日）は、新潟県生まれの小説家。

## 来歴
新潟県中蒲原郡生まれ。本名・周作、別名・石上当。明治大学中退。
1940年「晩年の抒情」で『サンデー毎日』大衆文芸に入選、42年「怒涛の歌」、「安南人の眼」で入選。41年「聖保羅福音使学院」で直木賞候補、48年「ネペンテス恐怖事件」で宝石賞選外佳作、64年「繭の町」（石上当名義）で吉川英治賞佳作。
1987年、74歳で死去。

## 著書
- 『海豹の子』科学社　1943
- 『衣裳人形 創作集』山水社　1946
- 『スエズ運河物語』小峰書店・小学生文庫 1951
- 『忍術三四郎』太平洋文庫・東映シリーズ 1955
- 『エスキモー夫婦』学風書院・世界ドキュメンタリー文庫　1956
- 『艶筆鼠染春色系』艶筆文庫　文芸評論社　1956
- 『ナイスの六さん』三秀書房　1956
- 『ドヤ街』南旺社　1958
- 『犯罪ホテル』南旺社　1958
- 『東京三人男』小説刊行社　1959
- 『秘境に生きる女 世界の奇習と怪異を探ぐる』東京文芸社　1964
- 『謀略家・由比正雪 その栄光と挫折のプロセス』アサヒ芸能出版・平和新書 新歴史シリーズ 1964

## 映画化
- 1940　鉄の愛情 日活
- 1950　魔の黄金（谷口千吉監督、森雅之） 大映
- 1955　忍術三四郎 東映
- 1956　イカサマ紳士録（田尻繁監督、藤木悠） 東宝
- 1956　続イカサマ紳士録　おとぼけ放射能 　東宝
- 1959　脅迫の影（若杉光夫監督） 日活
- 1965　赤い谷間の決斗（舛田利雄監督、石原裕次郎） 日活

## 参考
- 『日本近代文学大事典』講談社、1984
- 直木賞のすべて：
- 日本映画データベース：